# Eduardo Schwank
Eduardo Schwank (født 23. april 1986 i Rosario, Argentina) er en argentinsk tennisspiller, der blev professionel i 2002. Han har, pr. maj 2009, endnu ikke vundet nogen ATP-turneringer. Hans bedste resultat i Grand Slam-sammenhæng kom ved French Open i 2008, hvor han nåede 3. runde.
Schwank er 182 cm. høj og vejer 82 kilo.